# Tablaswaaierstaart
De Tablaswaaierstaart (Rhipidura sauli) is een zangvogel uit de familie Rhipiduridae (waaierstaarten).

## Verspreiding en leefgebied
Deze soort is endemisch op de Filipijnen op het eiland Tablas.

## Status
De grootte van de populatie is in 2017 geschat op 2500-5000 volwassen vogels. Het verspreidingsgebied is klein en de aantallen nemen af door ontbossing. Op de Rode lijst van de IUCN heeft deze soort daarom de status kwetsbaar.